# Didier Haudepin
Didier Haudepin (Paris, 15 de agosto de 1951) é um ator, realizador e produtor francês.

## Biografia
Após ter começado em 1960 fazendo o filme Moderato Cantabile de Peter Brook, ele se fez conhecido interpretando papéis de criança ou de pré-adolescente, com destaque para As Amizades Particulares (Les Amitiés Particuliéres) de Jean Delannoy (1964) ou, no teatro, fazendo La Ville dont le Prince est un Enfant de Henry de Montherlant (1967).
No fim dos anos 1960, ele faz seus estudos literários (khâgne) no liceu Henri-IV (Paris), experiência que transparece nos seus filmes Le Plus Bel Âge (1995) com Élodie Bouchez, e L'Escalier des prophètes (2006).
Foi ator até 1978, quando montou a Bloody Mary Productions, e passou a produtor a partir de 1979.
É irmão da também atriz Sabine Haudepin.

## Filmografia

### Cinema
- 1960 : Moderato Cantabile de Peter Brook
- 1963 : Comment trouvez-vous ma sœur ? de Michel Boisrond
- 1964 : Les Amitiés particulières de Jean Delannoy
- 1965 : La Communale de Jean L'Hôte
- 1965 : Les Pianos mécaniques de Juan Antonio Bardem
- 1966 : Cotolay de Jose Antonio Nieves Conde
- 1966 : Top Crack de Mario Russo
- 1970 : La Promesse de l'aube de Jules Dassin
- 1971 : les Assassins de l'ordre de Marcel Carné
- 1971 : A time for loving de Christopher Miles
- 1972 : Hellé de Roger Vadim
- 1972 : Le Droit d'aimer d'Eric Le Hung
- 1973 : Vous intéressez-vous à la chose ? de Jacques Baratier
- 1973 : Les Anges de Jean Desvilles
- 1976 : L'Innocent de Luchino Visconti
- 1976 : Le Juge et l'Assassin de Bertrand Tavernier
- 1978 : Guerres civiles en France de François Barat et Joël Farges
- 1979 : Écoute voir... de Hugo Santiago
- 1982 : Pour 100 briques t'as plus rien d'Edouard Molinaro
- 1986 : La Très Bonne Nouvelle de Christophe Jancovic

### Televisão
- 1963 : Tous ceux qui tombent
- 1965 : Ubu roi
- 1965 : David Copperfield
- 1968 : Ambroise Paré
- 1974 : Les brigades du tigre - Le défi
- 1975 : Cécile ou la raison des femmes - Vivre à deux
- 1975 : La rôtisserie de la reine Pédauque
- 1977 : Madame le juge
- 1977 : Rendez-vous en noir
- 1977 : On ne badine pas avec l'amour
- 1978 : Louis XI ou La naissance d'un roi
- 1978 : Les chemins de l'exil, ou les dernières années de Jean-Jacques Rousseau
- 1979 : Louis XI ou le pouvoir central

### Curta-metragem
- 1986 : La très bonne nouvelle

### Teatro
- 1967 : La ville dont le prince est un enfant de Henry de Montherlant

### Realizador
- 1980 : Paco l'infaillible
- 1985 : Elsa, Elsa !
- 1995 : Le Plus Bel Âge
- 2006 : L'Escalier des prophètes